# Crassula leachii
Crassula leachii är en fetbladsväxtart som beskrevs av R. Batarda Fernandes. Crassula leachii ingår i släktet krassulor, och familjen fetbladsväxter. Inga underarter finns listade i Catalogue of Life.